# 572年
| 千纪： | 1千纪 |
| 世纪： | 5世纪 \| 6世纪 \| 7世纪 |
| 年代： | 540年代 \| 550年代 \| 560年代 \| 570年代 \| 580年代 \| 590年代 \| 600年代                                                    |
| 年份： | 567年 \| 568年 \| 569年 \| 570年 \| 571年 \| 572年 \| 573年 \| 574年 \| 575年 \| 576年 \| 577年                              |
| 纪年： | 壬辰年（龙年）；高昌延昌十二年；北齊武平三年；西梁天保十一年；南朝陳太建四年；北周天和七年，建德元年；新罗大昌五年，鴻濟元年 |

## 大事记
- 4月12日——北周武帝擊殺權臣宇文護。
- 8月22日——北齊後主令劉桃枝刺殺左丞相斛律光。
- 土門幼子佗缽可汗繼任突厥汗國第四任可汗。
- 倫巴底王國國王阿爾博因被妻子羅莎蒙德謀殺。
- 拜占庭—薩珊戰爭 (572年—591年)

## 逝世
- 4月12日——宇文護，北周權臣。
- 8月22日——斛律光，北齊名將，斛律金之子。
- 木杆可汗，突厥汗國第三任可汗。
- 阿爾博因，義大利倫巴第王國的建立者。
- 魏收，北齊史學家、文學家，編有《魏書》。